# Catalan Journal of Communication & Cultural Studies
Catalan Journal of Communication & Cultural Studies és una revista acadèmica que publica recerca i teoria en l'àmbit de la comunicació i els estudis culturals. La revista va ser promoguda al si del Departament d'Estudis de Comunicació de la Universitat Rovira i Virgili que l'any 2007 va realitzar la proposta de la publicació a l'editorial britànica Intellect Books. El primer número de la revista va ser publicat l'agost de 2009. Enric Castelló Cogollos va ser el cofundador i editor del 2009 al 2014. Entre 2014 i 2020 l'editora principal va ser la professora i investigadora de la URV, Cilia Willem. A partir del juliol 2020 li va agafar el relleu la professora Carlota Moragas, del Departament d'Estudis de Comunicació de la URV.